# Пела (Италия)
Вижте пояснителната страница за други значения на Пела.
Пѐла (на италиански: Pella; на пиемонтски: Pela, Пела) е село и община в Северна Италия, провинция Новара, регион Пиемонт. Разположено е на 305 m надморска височина, на брега на езеро Лаго д'Орта. Населението на общината е 1082 души (към 2010 г.).